# Dana Lerska
Dana Lerska, właśc. Danuta Pełka (ur. 15 października 1935 w Psarach, zm. 27 grudnia 2006) – polska piosenkarka, z wykształcenia polonistka (absolwentka Wydziału Filologii Polskiej Uniwersytetu Warszawskiego).

## Działalność muzyczna
Sztuki wokalnej uczyła się u Olgi Łady, Marii Kaweckiej i Wacława Brzezińskiego. Zadebiutowała w Klubie Piosenki Związku Polskich Autorów i Kompozytorów w roku 1960. Później nawiązała współpracę z Kwartetem Warszawskim i została jego solistką (1962–1966). W latach 1967–1968 współpracowała z zespołami Czarne Koty i Nowi Polanie.
W czerwcu 1969 została solistką zespołu Wanderpol, którego założycielem był Włodzimierz Wander. Koncertowała w kraju i za granicą, m.in. w Austrii, Finlandii, Jugosławii, NRD, Rumunii, Szwecji, na Węgrzech i w ZSRR. Z grupą Wanderpol występowała dla Polonii w Kanadzie i Stanach Zjednoczonych. Nagrała piosenki dla Polskiego Radia.

### Nagrody
- 1963 – wyróżnienie za debiut na Sopot Festival
- 1964 – II nagroda na festiwalu w Rostoku
- 1967 – I miejsce w Konkursie Międzynarodowym Sopot Festiwal
- 1969 – „Złoty Pierścień” na III Festiwalu Piosenki Żołnierskiej w Kołobrzegu za piosenkę Wrzosy[4]
- 1970 – „Złoty Pierścień” na IV Festiwalu Piosenki Żołnierskiej w Kołobrzegu

## Dyskografia
- Dana Lerska: Ucz się śmiać z przegranej (SP, Pronit SP-350)
- Dana Lerska, EP (Pronit N-0503)
- 1965 Dana Lerska, EP (Pronit N-0518)
- Dana Lerska, EP (Pronit N0367)

## Wybrane piosenki
- Dwie szklaneczki wina (muz. Jerzy Abratowski, sł. Agnieszka Osiecka)
- Jaka szkoda, że nie wcześniej (muz. Jerzy Woy-Wojciechowski, sł. Andrzej Dołęgowski, Aleksander Kamil)
- O miłości nie mów źle (muz. A. Skorupka, sł. Janusz Kondratowicz)
- O miłości, o młodości (muz. W. Wander, sł. Wanda Sieradzka)
- Pamiętać będę włosy blond (muz. W. Wander, sł. Zbigniew Stawecki)
- Po prostu jestem (muz. Adam Sławiński, sł. Wojciech Młynarski)
- Polubisz to, co ja (muz. E. Spyrtka, sł. A. Markowa)
- Spróbujmy jeszcze raz (muz. Wojciech Piętowski, sł. Janusz Odrowąż)
- Szedł Atanazy do Anny (muz. Jerzy Matuszkiewicz, sł. Bogusław Choiński, Jan Gałkowski)
- Szli na zachód osadnicy (muz. Jan Tomaszewski, sł. Jan Kasprowy)
- Wrzosy (muz. Renata Gleinert, sł. Grzegorz Walczak)